# マーカス・ストローマン
マーカス・アール・ストローマン（Marcus Earl Stroman, 1991年5月1日 - ）は、アメリカ合衆国ニューヨーク州サフォーク郡メドフォード出身のプロ野球選手（投手）。右投右打。愛称はストロ・ショー。

## 経歴

### プロ入り前
2009年のMLBドラフト18巡目（全体532位）でワシントン・ナショナルズから指名されたが、デューク大学へ進学した。進学後は48試合に登板し、15勝13敗、290奪三振、防御率は3.27を記録した。

### プロ入りとブルージェイズ時代

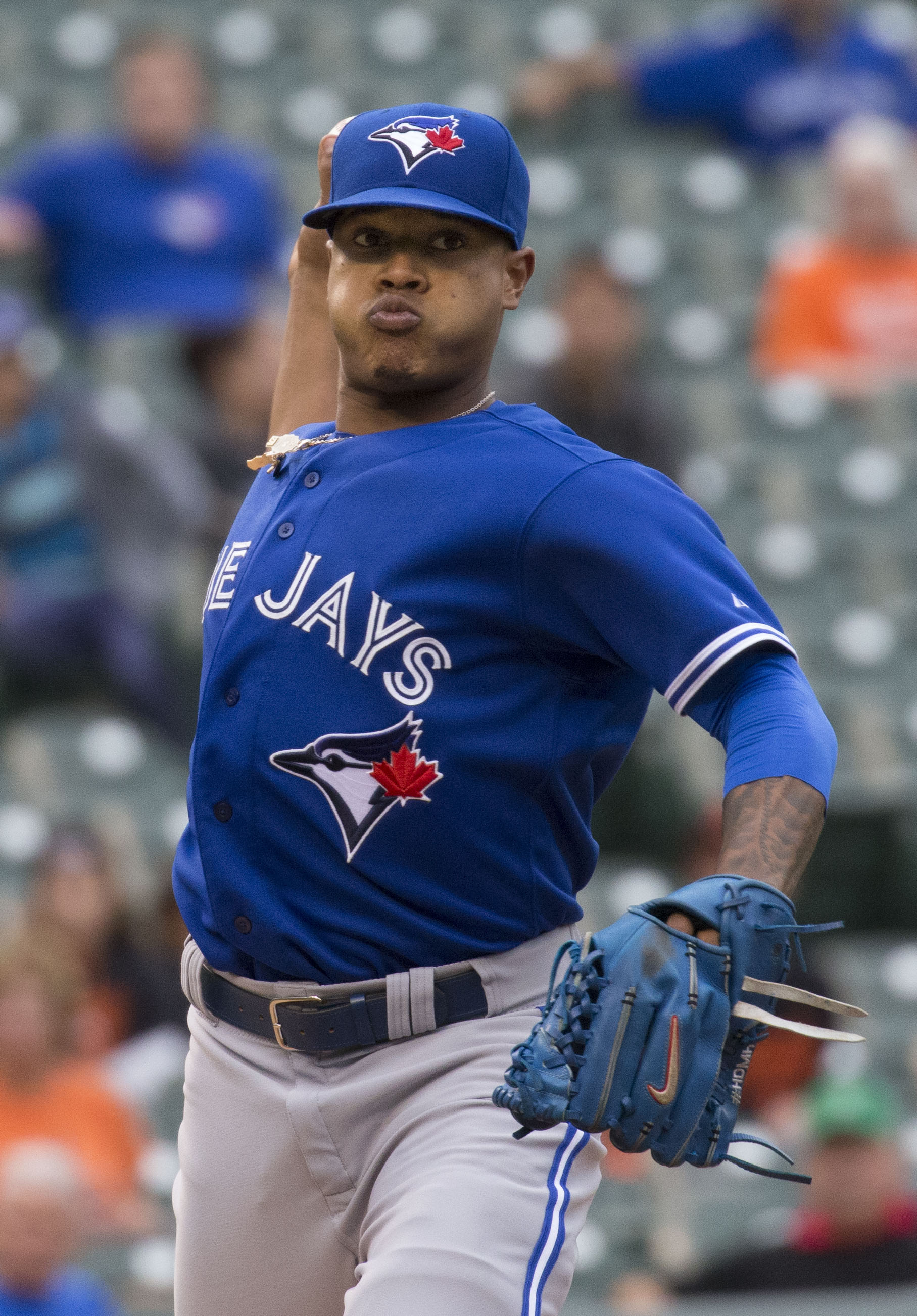
トロント・ブルージェイズ時代
（2015年9月30日）

2012年のMLBドラフト1巡目（全体22位）でトロント・ブルージェイズから指名され、プロ入り。契約後、傘下のA-級バンクーバー・カナディアンズでプロデビュー。7試合に登板して1勝0敗、防御率3.18、15奪三振を記録した。8月にAA級ニューハンプシャー・フィッシャーキャッツへ昇格。8試合に登板して2勝0敗、防御率3.38、8奪三振を記録した。8月28日に薬物検査でメチルヘキサアミンが検出され、薬物違反で50試合の出場停止処分を受けた。
2013年はAA級ニューハンプシャーでプレーし、20試合に先発登板して9勝5敗、防御率3.30、129奪三振を記録した。
2014年はAAA級バッファロー・バイソンズで開幕を迎え、5試合に登板。2勝2敗、防御率1.69と結果を残し、5月4日にブルージェイズとメジャー契約を結んでアクティブ・ロースター入りした。同日のピッツバーグ・パイレーツ戦でメジャーデビュー。6点リードの8回裏から登板し、先頭打者を抑えたが、次打者のジョシュ・ハリソンに三塁打を打たれ、続くニール・ウォーカーには死球を与え、一・三塁のピンチを背負った。4人目のアンドリュー・マカッチェンに犠飛を打たれ初失点し、そのまま途中降板した。その後先発ローテーションに入り、シーズンでは26試合中20試合で先発として登板。11勝6敗1セーブ、防御率3.65という成績を残し、MLB1年目から2桁勝利を記録した。また、130.2イニング投げて被本塁打は7本だった。
2015年はスプリングトレーニング中の3月10日、バント処理練習中に左膝の前十字靱帯を断裂し、シーズン中の復帰は絶望と報道された。直後に手術を受け、4月5日に60日間の故障者リスト入りした。その後、マイナーでのリハビリと調整登板を経て、9月11日にメジャー復帰した。翌12日のニューヨーク・ヤンキース戦のダブルヘッダー第2戦で先発登板し、復活の白星を挙げた。ポストシーズンでは3試合に先発登板して19.1イニングを投げ1勝0敗、防御率4.19であった。また、リハビリ期間中に大学に復学し、卒業に必要な単位を全て取得した。
2016年はフルシーズン先発ローテーションで投げ、チームトップ、ア・リーグ7位の204.0イニングを投げた。2桁勝利はならなかったが、9勝10敗、防御率4.37、166奪三振という成績を残した。プレーオフ緒戦を飾る一発勝負のワイルドカードゲームでは先発を任され、6回を4安打、2失点、6奪三振と、最小失点で切り抜けてチームのサヨナラ勝ちを呼び込む好投を見せた。オフの12月3日に自身のTwitterにて、第4回ワールド・ベースボール・クラシック（WBC）について、母親の出身であるプエルトリコ代表での出場資格もあったために熟考した結果、アメリカ合衆国代表で参加する意思を表明した。
2017年はシーズン開幕前の2月9日に第4回WBCのアメリカ合衆国代表に選出された。自身が出場権を保持していたプエルトリコとの決勝戦に先発登板して6回まで無安打、7回に先頭打者に初安打を許し降板したが、無失点で勝利投手となり、大会MVP、大会最優秀投手賞を受賞した。シーズンでは4月25日のセントルイス・カージナルス戦でメジャー初安打を記録した。5月18日のアトランタ・ブレーブス戦にてMLB初本塁打を記録した。33試合に先発登板して2年連続200イニングを投げ、ルーキーイヤー以来の2桁勝利かつチーム最多の勝ち星となる13勝を記録し防御率3.09と、地区4位に低迷したチームの中で奮闘を見せた。
2018年2月15日、Twitterで年俸調停により6900万ドルの契約の要求の代わりに、6500万ドルの契約を結んだと発表された。5月11日に右肩の疲労で10日間の故障者リストに入った。
2019年は開幕投手に指名された。シーズン前半戦の17試合に先発登板し、防御率3.04の成績を残し、オールスターゲームに初選出されたが、故障により辞退した。

### メッツ時代
2019年7月28日にアンソニー・ケイ、シメオン・ウッズ・リチャードソンとのトレードで、金銭と共にニューヨーク・メッツへ移籍した。
2020年はCOVID-19の影響でシーズンの開幕が遅れ、7月に開幕となったが、左ふくらはぎの故障で出遅れ、療養中の8月10日に感染を避けるためシーズン不参加の意思を表明した。オフの11月11日にFAとなったが、球団から提示された1890万ドルのクオリファイング・オファーを受諾して1年契約を延長した。
2021年は2年ぶりにMLBに復帰した。オフの11月3日にFAとなった。

### カブス時代
2021年12月1日にシカゴ・カブスと3年総額7100万ドルの契約を結んだ。オプションとして最大200万ドルの出来高と、2023年のシーズン終了後に契約を破棄してFAになれるオプトアウトの権利が含まれる。
2023年はシーズン開幕前の3月に開催された第5回WBCのプエルトリコ代表に選出された。
シーズンでは6月24日と25日に開催されたライバルのカージナルスとのロンドンでの公式戦「ロンドンシリーズ」にカブスの一員として帯同した。7月2日に選手間投票で通算2度目となるオールスターゲームに選出されたが、7月8日に辞退した。オフの11月3日に契約延長オプションを破棄して、FAとなった。

### ヤンキース時代
2024年1月17日にニューヨーク・ヤンキースと条件付きで2026年のオプションが発生する2年総額3700万ドルの契約を結んだ。同年は10勝を挙げたが、翌2025年8月1日にロースター枠の調整に伴い解雇された。

## 選手としての特徴
スリークォーターから、平均球速92mph（約148km/h）のツーシームを投球の中心に、平均93mph（約150km/h）のフォーシーム、平均89mph（約143km/h）のカッター、平均85mph（約137km/h）のスライダー、平均81mph（約130km/h）の横に大きく曲がるスラーブ、平均85mph（約137km/h）のチェンジアップの計6球種を使用する。フォーシームは最速96.5mph（約155km/h）を記録している。三振はあまり多くなく、ツーシームなどでゴロを打たせてとる投球スタイル。
2014年シーズンでは速球はフォーシームが中心であったが、2015年以降はツーシームが中心の投球に変わっている。

## 詳細情報

### 年度別投手成績
| 年 度     | 球 団     | 登 板 | 先 発 | 完 投 | 完 封 | 無 四 球 | 勝 利 | 敗 戦 | セ 丨 ブ | ホ 丨 ル ド | 勝 率 | 打 者 | 投 球 回 | 被 安 打 | 被 本 塁 打 | 与 四 球 | 敬 遠 | 与 死 球 | 奪 三 振 | 暴 投 | ボ 丨 ク | 失 点 | 自 責 点 | 防 御 率 | W H I P |
| --------- | --------- | ----- | ----- | ----- | ----- | -------- | ----- | ----- | -------- | ----------- | ----- | ----- | -------- | -------- | ----------- | -------- | ----- | -------- | -------- | ----- | -------- | ----- | -------- | -------- | ------- |
| 2014      | TOR       | 26    | 20    | 1     | 1     | 1        | 11    | 6     | 1        | 0           | .647  | 534   | 130.2    | 125      | 7           | 28       | 1     | 3        | 111      | 9     | 1        | 56    | 53       | 3.65     | 1.17    |
| 2015      | TOR       | 4     | 4     | 0     | 0     | 0        | 4     | 0     | 0        | 0           | 1.000 | 103   | 27.0     | 20       | 2           | 6        | 0     | 1        | 18       | 2     | 1        | 5     | 5        | 1.67     | 0.96    |
| 2016      | TOR       | 32    | 32    | 0     | 0     | 0        | 9     | 10    | 0        | 0           | .474  | 855   | 204.0    | 209      | 21          | 54       | 0     | 4        | 166      | 9     | 1        | 104   | 99       | 4.37     | 1.29    |
| 2017      | TOR       | 33    | 33    | 2     | 0     | 0        | 13    | 9     | 0        | 0           | .591  | 834   | 201.0    | 201      | 21          | 62       | 1     | 6        | 164      | 3     | 1        | 82    | 69       | 3.09     | 1.31    |
| 2018      | TOR       | 19    | 19    | 0     | 0     | 0        | 4     | 9     | 0        | 0           | .308  | 449   | 102.1    | 115      | 9           | 36       | 0     | 2        | 77       | 3     | 1        | 68    | 63       | 5.54     | 1.48    |
| 2019      | TOR       | 21    | 21    | 0     | 0     | 0        | 6     | 11    | 0        | 0           | .353  | 513   | 124.2    | 118      | 10          | 35       | 0     | 0        | 99       | 4     | 0        | 50    | 41       | 2.96     | 1.23    |
| 2019      | NYM       | 11    | 11    | 0     | 0     | 0        | 4     | 2     | 0        | 0           | .667  | 261   | 59.2     | 65       | 8           | 23       | 1     | 1        | 60       | 3     | 0        | 27    | 25       | 3.77     | 1.47    |
| '19計     | NYM       | 32    | 32    | 0     | 0     | 0        | 10    | 13    | 0        | 0           | .435  | 774   | 184.1    | 183      | 18          | 58       | 1     | 1        | 159      | 7     | 0        | 77    | 66       | 3.22     | 1.31    |
| 2021      | NYM       | 33    | 33    | 0     | 0     | 0        | 10    | 13    | 0        | 0           | .435  | 730   | 179.0    | 161      | 17          | 44       | 2     | 7        | 158      | 7     | 0        | 70    | 60       | 3.02     | 1.45    |
| 2022      | CHC       | 25    | 25    | 0     | 0     | 0        | 6     | 7     | 0        | 0           | .462  | 569   | 138.2    | 123      | 16          | 36       | 0     | 4        | 119      | 2     | 2        | 61    | 54       | 3.50     | 1.15    |
| 2023      | CHC       | 27    | 25    | 1     | 1     | 0        | 10    | 9     | 0        | 0           | .526  | 575   | 136.2    | 120      | 9           | 52       | 0     | 3        | 119      | 3     | 0        | 68    | 60       | 3.95     | 1.26    |
| 2024      | NYY       | 30    | 29    | 0     | 0     | 0        | 10    | 9     | 1        | 0           | .526  | 675   | 154.2    | 167      | 19          | 60       | 0     | 8        | 113      | 2     | 0        | 81    | 74       | 4.31     | 1.47    |
| MLB：10年 | MLB：10年 | 261   | 252   | 4     | 2     | 1        | 87    | 85    | 2        | 0           | .506  | 6098  | 1458.1   | 1424     | 139         | 436      | 5     | 39       | 1204     | 47    | 7        | 672   | 603      | 3.72     | 1.28    |

- 2024年度シーズン終了時
- 各年度の太字はリーグ最高

### WBCでの投手成績
| 年 度 | 代 表          | 登 板 | 先 発 | 勝 利 | 敗 戦 | セ ｜ ブ | 打 者 | 投 球 回 | 被 安 打 | 被 本 塁 打 | 与 四 球 | 敬 遠 | 奪 三 振 | 暴 投 | ボ ｜ ク | 失 点 | 自 責 点 | 防 御 率 |
| ----- | -------------- | ----- | ----- | ----- | ----- | -------- | ----- | -------- | -------- | ----------- | -------- | ----- | -------- | ----- | -------- | ----- | -------- | -------- |
| 2017  | アメリカ合衆国 | 3     | 3     | 1     | 1     | 0        | 58    | 15.1     | 12       | 0           | 2        | 0     | 9        | 0     | 0        | 4     | 4        | 2.35     |
| 2023  | プエルトリコ   | 2     | 2     | 0     | 0     | 0        | 35    | 9.0      | 7        | 2           | 1        | 0     | 4        | 0     | 0        | 3     | 3        | 3.00     |

### 年度別守備成績
| 年 度 | 球 団 | 投手（P） | 投手（P） | 投手（P） | 投手（P） | 投手（P） | 投手（P） |
| 年 度 | 球 団 | 試 合     | 刺 殺     | 補 殺     | 失 策     | 併 殺     | 守 備 率  |
| ----- | ----- | --------- | --------- | --------- | --------- | --------- | --------- |
| 2014  | TOR   | 26        | 7         | 19        | 0         | 0         | 1.000     |
| 2015  | TOR   | 4         | 5         | 5         | 0         | 0         | 1.000     |
| 2016  | TOR   | 32        | 12        | 29        | 4         | 2         | .911      |
| 2017  | TOR   | 33        | 9         | 37        | 1         | 6         | .979      |
| 2018  | TOR   | 19        | 10        | 28        | 0         | 1         | 1.000     |
| 2019  | TOR   | 21        | 11        | 20        | 3         | 1         | .912      |
| 2019  | NYM   | 11        | 10        | 10        | 1         | 1         | .952      |
| '19計 | NYM   | 32        | 21        | 30        | 4         | 2         | .927      |
| 2021  | NYM   | 33        | 20        | 29        | 2         | 1         | .961      |
| 2022  | CHC   | 25        | 12        | 21        | 0         | 2         | 1.000     |
| 2023  | CHC   | 27        | 14        | 19        | 0         | 2         | 1.000     |
| 2024  | NYY   | 30        | 13        | 18        | 1         | 1         | .969      |
| MLB   | MLB   | 261       | 123       | 235       | 12        | 17        | .968      |

- 2024年度シーズン終了時
- 各年度の太字はリーグ最高
- 各年度の太字年はゴールドグラブ賞受賞

### 表彰
MLB
- ゴールドグラブ賞（投手部門）：1回（2017年）

国際大会
- WBC最優秀選手：1回（2017年）

### 記録
- MLBオールスターゲーム選出：2回（2019年、2023年）

### 背番号
- 54（2014年）
- 6（2015年 - 2019年7月27日）
- 7（2019年8月3日 - 同年終了）
- 0（2021年 - ）

### 代表歴
- 2017 ワールド・ベースボール・クラシック・アメリカ合衆国代表
- 2023 ワールド・ベースボール・クラシック・プエルトリコ代表